# رایانش با قلم
رایانش با قلم به استفاده از استایلوس (رایانه) به جای ماوس، کیبورد، الخ به همراه تبلت گفته می‌شود.
رایانش با قلم همچین برای اشاره به ابزارهای سیار مثل تبلت‌های بی‌سیم، دستیار دیجیتال شخصی و ابزار راهیابی جی‌پی‌اس به کار می‌رود.

## تکنیک‌های عمومی

### ورودی اشاره‌ای
در تبلت به جای [ماوس]] از قلم استایلوس استفاده می‌شود؛ بنابراین تبلت دارای ورودی اشاره‌ای مطلق است نه نسبی.

### تشخیص دست‌خط
تبلت و قلم استایلوس می‌تواند جایگزین کیبورد شود.

### دستکاری مستقیم
از قلم استایلوس به صورت مستقیم برای لمس، فشار و درگ استفاده می‌شود.

### تشخیص حرکت
این تکنیک برای تشخیص شکل‌های خاص استفاده می‌شود نه دست‌خط وارد شده.